# 黄志明 (新加坡)

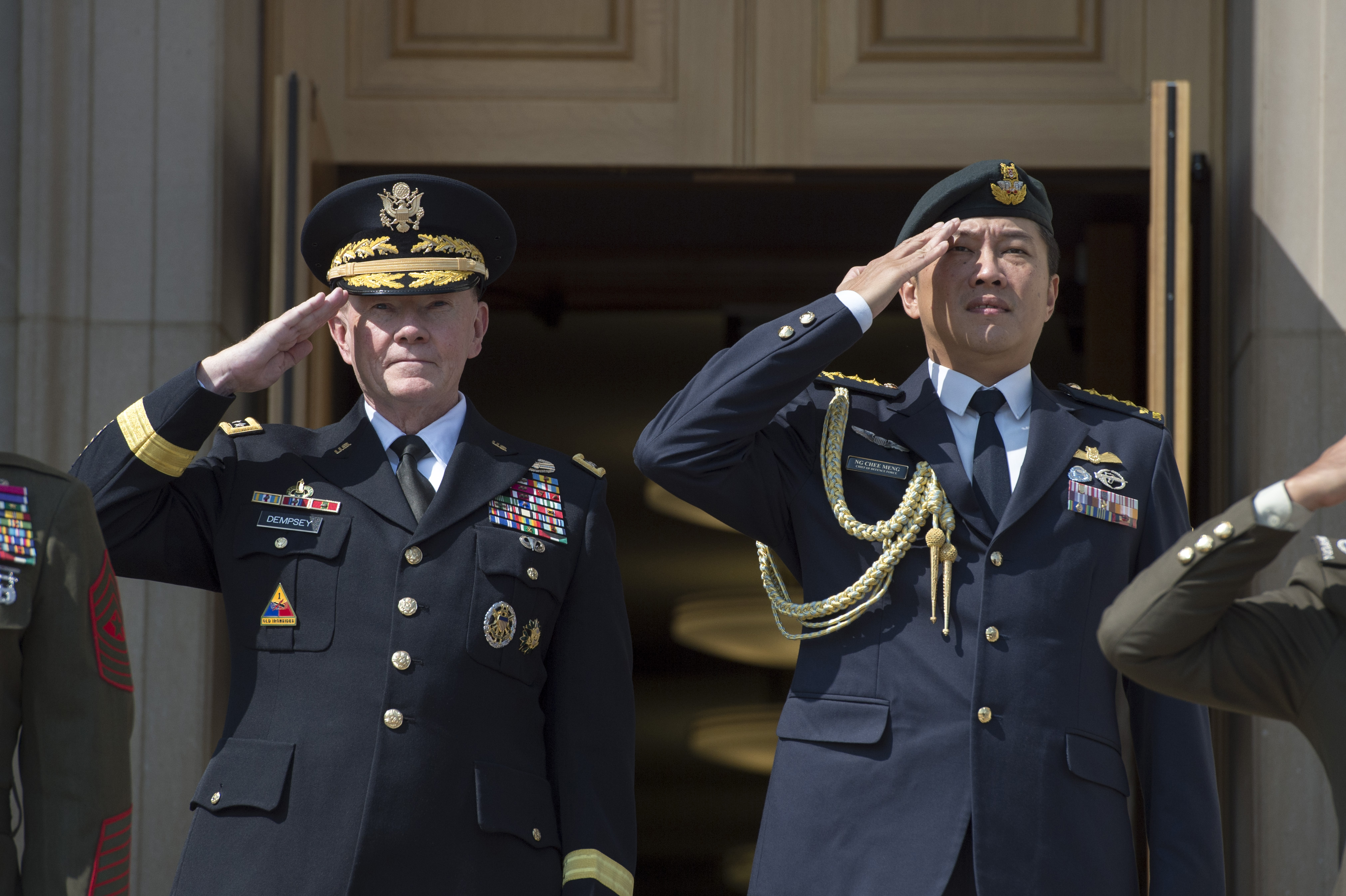
黄志明中將（右）与美國參謀長聯席會議主席馬丁·鄧普西上將（左）合影，2014年。

黄志明（英語：Ng Chee Meng），新加坡华人、新加坡空軍退役中將（2015年8月18日退伍），新加坡共和国武装部队第八任三军总长，上任之前曾在2009年至2013年之间担任空军总长。黄志明于2015年8月22日加入人民行动党（PAP），和五名行动党候选人在白沙-榜鹅集选区参加大選勝出。当选后从2015年10月1日至2018年任教育部代部长（学校），其后从2018年至2020年担任总理公署部长。

## 生平
黄志明早年在美国空军学院研究电机工程学，1991年毕业并获得理学学士学位。他于1999年从新加坡指挥与参谋学院毕业。他也曾在美国塔夫茨大学弗莱彻法律外交学院就读国际关系学，2002年毕业并获得文学硕士学位。
黄志明于1986年12月加入新加坡武装部队，在初期时当过空军战斗机飞行员，随后连续担任过以下职务：空军144中队指挥官、樟宜空军基地司令、三军通讯与资讯系统处处长、空军策划处处长、三军行动处处长及副空军总长。他也在1995年12月至1996年7月之间当过国防部长的私人秘书。2009年12月10日，黄志明接替他哥哥黄志勤当空军总长。2013年3月25日，他把空军总长一职交给符策谋，两日后接替梁建鸿当三军总长。2013年6月27日，他的军衔从少将升至中将。
新加坡首任总理李光耀于2015年3月23日逝世时，黄志明担任主办李光耀的国葬仪式的组委会主席。李光耀的灵柩于3月25日至28日停放在新加坡国会大厦供民众瞻仰时，黄志明和三军各军的总长以及联合参谋部参谋长共同组成第一轮的五人守灵队在灵柩旁站岗。
黄志明于2015年8月18日退伍，由林清耀接替他担任三军总长。黄志明在退伍后确认他会从政。
2015年8月22日，人民行动党（简称：PAP）宣布黄志明已加入行动党，并将和五名行动党候选人参与2015年新加坡大选，在白沙-榜鹅集选区参选。黄志明当选后，在2015年10月1日开始出任教育部代部长（学校）。

## 家庭
黄志明已婚，有两个女儿。他的哥哥黄志勤在2006年至2009年之间担任过空军总长，现任国防部常任秘书（国防发展）兼卫生部副常任秘书。他的弟弟黄志平在2011年至2014年之间担任海军总长，现任公积金局总裁。

## 榮譽
黄志明在2011年荣获行政功绩奖章 (金，武装部队)。